# Laoac
Laoac est une municipalité de la province de Pangasinan, aux Philippines.

## Démographie
En 2015 la ville comptait 31 497 habitants.